# Asō Saburō
Asō Saburō (japanisch 麻生 三郎; geb. 23. März 1913, in Tokio; gest. 5. April 2000) war ein japanischer Maler der Yōga-Schule der Shōwa-Zeit.

## Leben und Werk
Asō wurde als dritter Sohn eines Kohle-Großhändlers in Tokio geboren. 1930 machte er seinen Abschluss an der Meiji-Gakuen-Mittelschule (heute: Meiji-Gakuen-Oberschule) und begann ein Studium an der „Dōshūsha-Forschungsstätte für westliche Malerei“ (同舟舎洋画研究所, Dōshūsha yōga kenkyūjo). Nach dem Abschluss dort studierte er bei der Taiheiyō Gakai (太平洋画会), wo er sich mit Matsumoto Shunsuke und Sonoda Takeshi anfreundete. Er verließ die Taiheiyō Gakai wieder und nahm an Ausstellungen der „Gruppe Maee“ und der Ecole du Tokyo teil.
1938 reist er nach Europa, sah Frankreich, Belgien und Italien. Nach der Ausstellung der „Independant Art Association“ 1939, beteiligte er sich an der Gründung der „Art Culture Association“, wo er in der ersten Ausstellung im folgenden Jahr seine Bilder zeigen konnte. Er zeigte das „Porträt eines Jugendlichen“ (青年象, Seinen zō; 1940) und „Suppe essender Mann“ (スープを飲む男, Sūpu o nomu otoko; 1941). 1943 gründete er, zusammen mit Matsumoto Shunsuke, Ai Mitsu und anderen die „Assoziation neuer Künstler“, eine Künstlergruppe, die Ausstellungen abhielt, die sich gegen den Faschismus stellten.
Nach dem Pazifikkrieg beteiligte Asō sich, zusammen mit Mitgliedern der Assoziation neuer Künstler, an der „Vereinigung freier Künstler“. Er zeigte dort eine Reihe von Bildern, wie „Kind“ (子供, Kodomo; 1947), „Mutter und Kind“ (母子, Boshi; 1948), „Akt“ (裸, Hadaka; 1950) und „Eine Person“ (人, Hitori; 1952). Diese Beispiele bilden psychologische Tiefen in dunkelbraunen Tönen ab. – 1959 wurde Asō auf der 5. Internationalen Kunstausstellung, der „Tōkyō Biennale“, ausgezeichnet. – Ab 1961 startete er eine Serie unter dem Namen „Roter Himmel“ (赤い空, Akai sora), in der er menschliche Figuren nahezu abstrakt in roten oder grauen Raum einschloss. 1952 wurde er Professor an der Kunsthochschule Musashino. 1964 verließ er die Vereinigung freier Künstler und konzentrierte sich auf Einzelausstellungen.
Asō stand in seinen frühen Jahren unter dem Einfluss des Surrealismus, nahm dabei mit seinen Werken eine Sonderstellung unter den japanischen Künstlern ein. Zu seinen repräsentativen Werken gehören „Akt A“ (裸A, Hadaka A; 1950), „Eine Person“ (人, Hitori; 1951), „Zwei Personen“ (二人, Futari; 1962) und „Lebenszeichen“ (生きている気配, Ikiteiru kehai; 1978).